# Yuelushannus barbatus
Espèce
Yuelushannus barbatus est une espèce d'araignées aranéomorphes de la famille des Linyphiidae.

## Distribution
Cette espèce est endémique de Chine. Elle se rencontre au Hunan et au Hubei.

## Description
Le mâle holotype mesure 1,89 mm et la femelle paratype 2,19 mm.

## Systématique et taxinomie
Cette espèce a été décrite par Irfan, Zhou, Bashir, Mukhtar et Peng en 2020.

## Publication originale
- Irfan, Zhou, Bashir, Mukhtar & Peng, 2020 : « Yuelushannus gen. nov. (Araneae, Linyphiidae) from China. » European Journal of Taxonomy, no 642, p. 1-17 (texte intégral).